# Bonapartism
Bonapartism var historiskt de grupperingar som stödde Huset Bonapartes maktanspråk gentemot bourbonnerna under restaurationen, och nutida Bonapartister  stöder Prins Jean-Christophe Bonaparte som överhuvud för Huset Bonaparte. På Korsika finns alltjämt en framför allt kommunalt verksam bonapartistisk rörelse.
Stödet till Bonaparte kom att utgå från grupper som önskade samhällsförändringar och nya makthavare, men utan att för den sakens skull önska förändra samhällssystemet i någon högre omfattning.
Karl Marx och Friedrich Engels beskrev Kejsar Napoleon IIIs (civilt namn: Ludvig Bonaparte) styre efter att ha krossat 1848 års pariskommun där han utan upprätthåller sin makt genom att balansera mellan samhällets alla klasser och grupperingar.
Lev Trotskij har också använt beteckningen när han beskrev ledarskiktet i Sovjetunionen som ett byråkratiskt kast, som äger alla nödvändiga kvaliteter för demokratiska styrelsemetoder, men ändå inte genomför reformer.